# イアン・アーミテージ
イアン・アーミテージ（Iain Armitage、2008年7月15日 - ）は、アメリカ合衆国の子役、ウェブベースの演劇評論家。

## 略歴
俳優のユアン・モートンと演劇プロデューサーのリー・アーミテージの息子であり、元アメリカ合衆国国務副長官リチャード・アーミテージの孫である。
2017年1月に放送された『LAW & ORDER:性犯罪特捜班』の1エピソードで誘拐された少年テオを演じる。
同年2月から放送されているHBOのテレビシリーズ『ビッグ・リトル・ライズ 〜セレブママたちの憂うつ〜』でジギー・チャップマンを演じている。
また、2017年にはジャネット・ウォールズの同名の回想録を原作とした映画『ガラスの城の約束』 に出演したほか、シチュエーション・コメディ『ビッグバン★セオリー/ギークなボクらの恋愛法則』の前日譚を描く『ヤング・シェルドン』で幼少期のシェルドン・クーパー役で主演している。
バージニア州アーリントンにある1800年代築のれんが造りの家で両親と暮らしている。

## 出演作品

### 映画
| 公開年 | 題名                              | 役名                            | 備考 |
| ------ | --------------------------------- | ------------------------------- | ---- |
| 2017   | ガラスの城の約束 The Glass Castle | ブライアン・ウォールズ（6歳時） |      |
| 2017   | 夜が明けるまで Our Souls at Night | ジェイミー・ムーア              |      |

### テレビドラマ
| 放映年      | 題名                                                       | 役名                 | 備考                       |
| ----------- | ---------------------------------------------------------- | -------------------- | -------------------------- |
| 2017        | LAW & ORDER:性犯罪特捜班 Law & Order: Special Victims Unit | テオ                 | エピソード『母たちの思い』 |
| 2017 - 2019 | ビッグ・リトル・ライズ Big Little Lies                     | ジギー・チャップマン | メインキャスト             |
| 2017 -      | ヤング・シェルドン Young Sheldon                           | シェルドン・クーパー | 主演                       |